# Janusz Maciejewicz
Janusz Tomasz Maciejewicz (ur. 22 września 1931 w Przeworsku, zm. 28 grudnia 2016 w Warszawie) – polski menedżer i polityk, minister hutnictwa i przemysłu maszynowego.

## Życiorys
Syn Józefa i Ireny. Od 1949 należał do Polskiej Zjednoczonej Partii Robotniczej. Studiował na Wydziale Górniczym Politechniki Śląskiej, gdzie w latach 1951–1954 zatrudniony był na stanowisku asystenta, a w 1953 uzyskał tytuł inżyniera. Następnie zatrudniony był w Kopalni Węgla Kamiennego „Zabrze” w latach 1955–1956 na stanowisku kierownika sekcji, od 1957 do 1959 zastępcy kierownika Zakładu Przeróbki Mechanicznej, zaś w latach 1960–1965 kierownika działu. W Kombinacie Górniczo-Hutniczym w Lubinie pracował od 1965 do 1967 jako inspektor, zaś w latach 1967–1968 jako kierownik. W latach 1967–1968 był I Sekretarzem Komitetu Zakładowego PZPR. Następnie pracował jako główny inżynier (1968–1972), w latach 1972–1976 był głównym inżynierem w Zakładach Górniczych „Rudna” w Polkowicach. W 1976 powrócił do pracy w Kombinacie Górniczo-Hutniczym Miedzi w Lubinie, gdzie do 1981 zatrudniony był na stanowisku dyrektora inwestycyjnego, a w latach 1981–1982 dyrektora naczelnego. Od 1981 do 1982 był Pełnomocnikiem Ministra ds. Górnictwa i Hutnictwa Miedzi.
Od 30 maja 1984 do 24 października 1987 pełnił funkcję ministra hutnictwa i przemysłu maszynowego w rządach Wojciecha Jaruzelskiego i Zbigniewa Messnera. Od stycznia 1988 od kwietnia 1990 prezes Polskiego Komitetu Normalizacji Miar i Jakości. Był Delegatem na VIII, IX Zjazd PZPR oraz II Krajową Konferencję Partyjną.
Od 1989 do 2001 pracował w BRE Banku S.A., jako dyrektor departamentu Kredytów, członek zarządu i doradca zarządu.

## Odznaczenia
- Krzyż Oficerski Orderu Odrodzenia Polski
- Krzyż Kawalerski Orderu Odrodzenia Polski
- Złoty i Srebrny Krzyż Zasługi[5]
- Diamentowa Odznaka Honorowa NOT[6].
- Krzyż Komandorski Orderu Odrodzenia Polski (2002)[7].